# 柯友桂
柯友桂（？—17世紀），字侶仙，號還菴，江西九江府彭澤縣人，明朝、南明政治人物。

## 生平
天啟元年（1621年）辛酉科舉人，崇禎四年（1631年）成辛未科進士，礼部观政，獲授金壇知縣，記憶力強並且機智聰敏，擅長審案，但在崇祯八年因為忤逆宦官遭貶任為徽州府知事。十三年陞潛山知縣，流寇不敢犯；累轉安廬僉事。
隆武時，任湖廣屯田水利副使、按察使，期間做事公正不偏私，後事不詳。

## 引用
1. 1 2  錢海岳《南明史·卷四十八·列傳第二十四》：柯友桂，字侶仙，彭澤人。崇禎四年進士。授金壇知縣。強識機警，善於聽訟，以忤上臺，謫徽州知事。
2. ↑  乾隆《彭澤縣志·卷二·選舉表》：天啟元年辛酉（舉人）……柯友桂 見進士
3. ↑  《崇祯四年辛未科三百五十名进士履历》：柯友桂，還菴，書四房，甲辰八月初四日生。彭澤人，辛酉三十七，会二百三十六，三甲一百四十六名。礼部政，授金坛知县。乙亥降，补徽州府知事，庚辰升南直潜山知县。曾祖廷陳。祖甲。父順時。
4. ↑  錢海岳《南明史·卷四十八·列傳第二十四》：同（劉柱國）時湖廣司道：……遷潛山知縣，寇不敢犯。累轉安廬僉事，歷湖廣屯田水利副使按察使，守正不阿。
5. ↑  乾隆《彭澤縣志·卷九·列傳 邦賢》：柯友桂，字侶仙，號還巷。崇禎辛未進士，授金壇縣知縣，歷湖廣驛鹽道賦。性不阿，胥吏多憚之。 舊志